# Jean-Dominique Lebreton
Pour les articles homonymes, voir Lebreton.
Jean-Dominique Lebreton, né le 19 février 1950 à Saint-Étienne, est un biomathématicien membre de l’Académie des sciences.

## Biographie
Il obtient son Diplôme d'études approfondies en Biologie appliquée en 1972, son Doctorat de Spécialité à Lyon en 1974 et son Doctorat ès-sciences en 1981
.
Il fut Assistant puis Maître-assistant à l’Université de Lyon avant de devenir Directeur de recherche au CNRS (CEFE) à Montpellier en 1990. Il est depuis 2014, Directeur de recherche émérite.

## Œuvre scientifique
Informaticien et mathématicien de formation, naturaliste par tradition familiale (frère cadet de Philippe Lebreton), Jean-Dominique Lebreton est biomathématicien, principalement spécialisé dans la modélisation en écologie et la dynamique des populations.
La dynamique des populations animales et végétales résulte de multiples mécanismes, comme la rétroaction des effectifs sur les performances démographiques ou la variabilité de l’environnement. À l’échelle évolutive, la diversification des stratégies démographiques pose de nombreuses questions. Seule la modélisation peut donc éclairer la dynamique des populations, à l’échelle écologique comme évolutive. Il est l'un des principaux acteurs à l’échelle internationale du développement des modèles de la dynamique des populations.
Il a tout d’abord contribué au lancement des modèles matriciels de la dynamique des populations, en produisant des résultats formels de sensibilité et des généralisations stochastiques originales, et en appliquant ces modèles à divers vertébrés. Il a ensuite démontré le rôle clé de la durée de génération dans la diversité des stratégies démographiques et dans la sensibilité des populations aux impacts démographiques.
Jean-Dominique Lebreton a ensuite été un des moteurs du renouveau des méthodes démographiques de capture-recapture. Il a fallu d’abord déplacer leur accent, centré sur les effectifs, vers l’estimation des flux d’individus, puis y introduire les idées des modèles linéaires généralisés, permettant ainsi d’analyser des probabilités de survie en fonction de l’âge, du sexe ou encore de l’environnement. Ses travaux, en jetant une passerelle entre les modèles de capture-recapture et l’analyse de variance, ont contribué à une véritable révolution, avec de très nombreuses applications en écologie évolutive et en biologie de la conservation. Il a participé ces dernières années au développement de divers types de modèles dans lesquels les individus circulent entre plusieurs états, pour étudier par exemple la dispersion et l’accession à la reproduction. Il a parallèlement développé un programme à long terme sur la population forézienne de Mouette rieuse Chroicocephalus ridibundus, qui a mis en évidence l’importance des comportements de dispersion chez les oiseaux coloniaux, face à l’hétérogénéité spatio-temporelle des milieux.
Il a également relancé des études théoriques et pratiques dans le cadre de la biologie des populations exploitées. L’intégration des modèles dynamiques et statistiques qu'il a développée, par lui-même et dans l’équipe qu'il a créée à Montpellier, lui a permis dans ce cadre d’éclairer la conservation et la gestion des populations soumises à prélèvements :
- Chasse, en particulier des canards et oies ;
- Prélèvements involontaires, comme les captures accidentelles d’Albatros par les lignes de pêche palangrière ;
- Prélèvements destinées à limiter les effectifs, avec l’élaboration pour le ministère chargé de l’Environnement d’un plan de gestion des grands cormorans hivernant en France.

Aussi bien à titre personnel qu’à travers l’équipe qu'il a créée, mais aussi par le développement de collaborations étroites avec les équipes françaises de biologie des populations de Vertébrés (LBBE Lyon, Paris VI, MNHN, Chizé, Strasbourg, Tour du Valat), il a contribué avec divers collègues à créer une « école française » de dynamique et de biologie des populations de Vertébrés à grande visibilité internationale.
Le développement et la diffusion de logiciels flexibles et conviviaux (Biomeco ; U-CARE ; Surge, M-Surge, E-Surge) pour accompagner la production de recherche de son équipe ont grandement contribué à cette visibilité.
Comme dans ses activités d’administration de la recherche, il a pu privilégier dans ses recherches et collaborations internationales - on en avait le plein choix dans sa génération - « l’utilité sociale » et la construction collective. Il a ainsi établi des collaborations de longue durée avec des collègues comme J.D. Nichols et H. Caswell aux États-Unis, B.J.T. Morgan en Grande-Bretagne, G. Gauthier au Canada.
Les ateliers de dynamique des populations qu'il a lancés depuis plus de 20 ans, après des ateliers similaires d’écologie statistique, ont rassemblé des centaines de collègues, dont beaucoup sont restés en contact pour des traitements de données, des visites au CEFE, ou des collaborations à long terme . Ces ateliers ont été organisés à diverses reprises dans des pays étrangers (Grande-Bretagne, Canada, Nouvelle-Zélande, Espagne, Maroc, États-Unis…). Il a ainsi encore très récemment organisé un atelier « Matrix models for population management and conservation », du 5 au 10 mars 2017 à l’université de Floride (Gainesville).
Il est régulièrement invité dans des colloques internationaux de sa spécialité. Il est depuis 2009 Membre de l’Academia Europaea.

## Activité pédagogique
Jean-Dominique Lebreton a réalisé des enseignements en premier cycle, second cycle et troisième cycle. Il a également été sollicité pour des cours ponctuels et de la formation permanente.  

## Distinctions
- Premier prix, premier festival du film du chercheur, Nancy, mars 1996, Glaros, Biologie d'une population de Mouettes rieuses, film (26'), L'Esplanade Saint-Étienne Vidéo, réalisateur : J.C. Parayre, conseiller scientifique, J.-D. Lebreton.
- Visiting Professor, University of Kent (Canterbury, Grande-Bretagne), 1996-2001.
- Médaille d'argent du CNRS, 1990[réf. nécessaire].
- Chevalier dans l’Ordre national du Mérite, sur proposition de la Ministre de l’Aménagement du Territoire et de l’Environnement, novembre 1998
- Membre de l’Académie des Sciences (élu le 28 novembre 2005)[1].
- Grand prix de la Société française d'écologie et d'évolution[14].